# Hvide heks (Narnia)
Den hvide heks, også kendt som Jadis, er en hovedperson i Løven, heksen og garderobeskabet, som er den første bog af C.S. Lewis' Narnia-fortællinger. I bogen fryser heksen Narnia ned gennem 100 år og bliver besejret af Den store Løve Aslan og Pevensie-børnene. Den hvide heks optræder også i den første bog Troldmandens nevø.